# 星野集团
星野集团（日语：／ Kabushiki Kaisha Hoshino Risōto ?, Hoshino Resort Co., Ltd.）是日本的高級酒店連鎖集团，總部位於長野縣輕井澤町。根據2012年的資料，星野集团總共營運了28間酒店。

## 沿革[4]
- 1913年：星野家第二代星野國次開始鑿掘星野溫泉並建造湯殿
- 1914年：在輕井澤開設星野溫泉（日语：星野温泉）旅館。
- 1921年：內村鑑三、北原白秋與島崎藤村在星野溫泉舉行「藝術教育夏季講習會」。同年輕井澤高原教會（星野遊學堂）開業。
- 1929年：第三代星野嘉政為了獲得更多電力，引進了外國製的渦輪機，並完成了第一水力發電所。
- 1951年：成立株式會社星野溫泉。
- 1964年：｢Hotel New Hoshino」開業
- 1965年：輕井澤高原教會改建，並開始經營婚禮業務，是日本國內度假婚禮的先驅。
- 1974年：星野地區及鄰接的國有林被指定為「國設輕井澤野鳥之森」。
- 1992年：成立野鳥研究室（現為「Picchio」）
- 1995年：株式會社星野溫泉更名為株式會社星野集團。同年開業星野溫泉新館「Hotel Bleston Court」
- 1996年：成立株式會社YO-HO BREWING（日语：ヤッホーブルーイング）（進入地方啤酒（日语：地ビール）業務）。
- 2001年：開始經營輕井澤以外的飯店。｢RISONARE小淵澤」開業。
- 2003年：開始營運ALTS磐梯滑雪度假村。
- 2004年：開始營運ALPHARESORT TOMAMU（現TOMAMU度假村（日语：星野リゾート トマム））。
- 2005年：與高盛合作成立資產管理公司，開始日式溫泉旅館再生事業。同年重建星野溫泉旅館，開業「虹夕諾雅 輕井澤」。
- 2011年：推出日本首個溫泉旅館品牌「界」。
- 2013年：星野集團觀光不動產投資信託（REIT）於東京證券交易所的不動產投資信託證券市場上市。同年收購栃木縣那須町高級度假飯店「二期倶樂部」。[5]
- 2014年：與WILLER EXPRESS（日语：WILLER EXPRESS）合作推出限定20至29歲的高速巴士套票。
- 2016年：收購旭川格蘭飯店（日语：OMO7 旭川），進入都市飯店業務。
- 2018年：推出新型都市觀光旅館品牌「OMO」。
- 2019年：推出「BEB」品牌，打造介於居酒屋與旅行之間的住宿環境。
- 2025年：推出「LUCY」品牌，主打山岳觀光的住宿環境。

## 經營業務
- 渡假村、溫泉旅館經營
- 食品事業
  - 輕井澤度假區
  - 精釀啤酒製造銷售
  - 株式會社YO-HO BREWING（日语：ヤッホーブルーイング）
- 溫泉設施經營
- 婚禮事業
  - 石之教會 內村鑑三紀念堂（日语：石の教会・内村鑑三記念堂）
  - 輕井澤高原教會
  - Hotel Bleston Court Wedding
  - RISONARE WEDDING／位於山梨縣八岳
  - 水之教會／位於北海道TOMAMU，由安藤忠雄設計
- 生態旅遊事業
  - Picchio（ピッキオ）
    - 前身為1992年為了實踐生態旅遊所設立的「野鳥研究室」。以輕井澤為據點，配合野生動植物調査研究與保育活動進行生態旅遊與環境教育。2004年成立NPO法人Picchio。
- 別墅管理、銷售
- 保養所營運委託
- 不動產租賃
  - 不動產仲介、銷售
  - 輕井澤別墅Navi
  - 新建、改建協助、斡旋、別墅管理

### 虹夕諾雅（日文：星のや／英文：HOSHINOYA）：奢華飯店

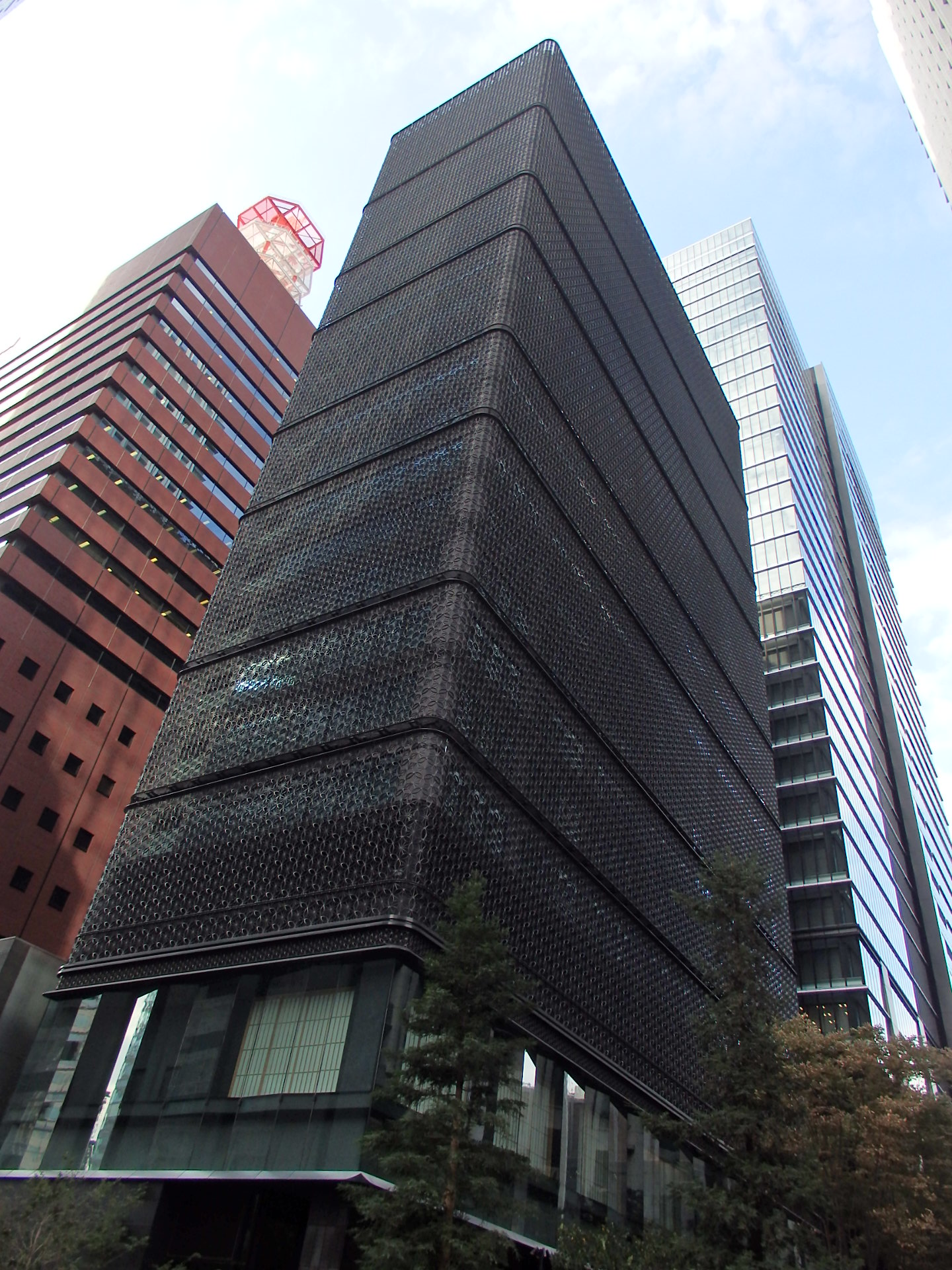
虹夕諾雅 東京

## 事業所
- 輕井澤事業所：長野縣輕井澤町
- 東京統合辦公室：東京都中央區銀座
- 婚禮沙龍：東京都中央區銀座
- 山梨事業所：山梨縣北杜市
- 磐梯事業所：福島縣磐梯町
- 北海道事業所：北海道占冠村
- 西輕井澤釀造所：長野縣佐久市

## 旗下設施

### 虹夕諾雅（日文：星のや／英文：HOSHINOYA）：奢華飯店[6]
| 名稱            | 地點           | 開業時間 | 備註                                     |
| --------------- | -------------- | -------- | ---------------------------------------- |
| 虹夕諾雅 東京   | 東京都千代田區 | 2016年   |                                          |
| 虹夕諾雅 富士   | 山梨縣南都留郡 | 2016年   | 日本最早的Glamping（豪華露營）渡假飯店。 |
| 虹夕諾雅 輕井澤 | 長野縣輕井澤町 | 2005年   | 星野集團創業地。 前身：星野温泉旅館。    |
| 虹夕諾雅 京都   | 京都府西京區   | 2014年   | 前身：嵐山溫泉 嵐峽館。                  |
| 虹夕諾雅 沖繩   | 沖繩縣中頭郡   | 2022年   |                                          |
| 虹夕諾雅 竹富島 | 沖繩縣竹富島   | 2014年   |                                          |
| 虹夕諾雅 峇里   | 印尼峇里島     | 2017年   |                                          |
| 虹夕諾雅 谷關   | 台灣臺中市     | 2018年   |                                          |

- 虹夕諾雅 東京

### RISONARE（日文：リゾナーレ）：親子渡假飯店[8]
| 名稱              | 地點         | 開業時間   | 備註                                                                        |
| ----------------- | ------------ | ---------- | --------------------------------------------------------------------------- |
| RISONARE Tomamu   | 北海道勇拂郡 |            | 「Tomamu渡假村」的一部分，全客房皆為套房。 前身：Galleria Tower Suite Hotel |

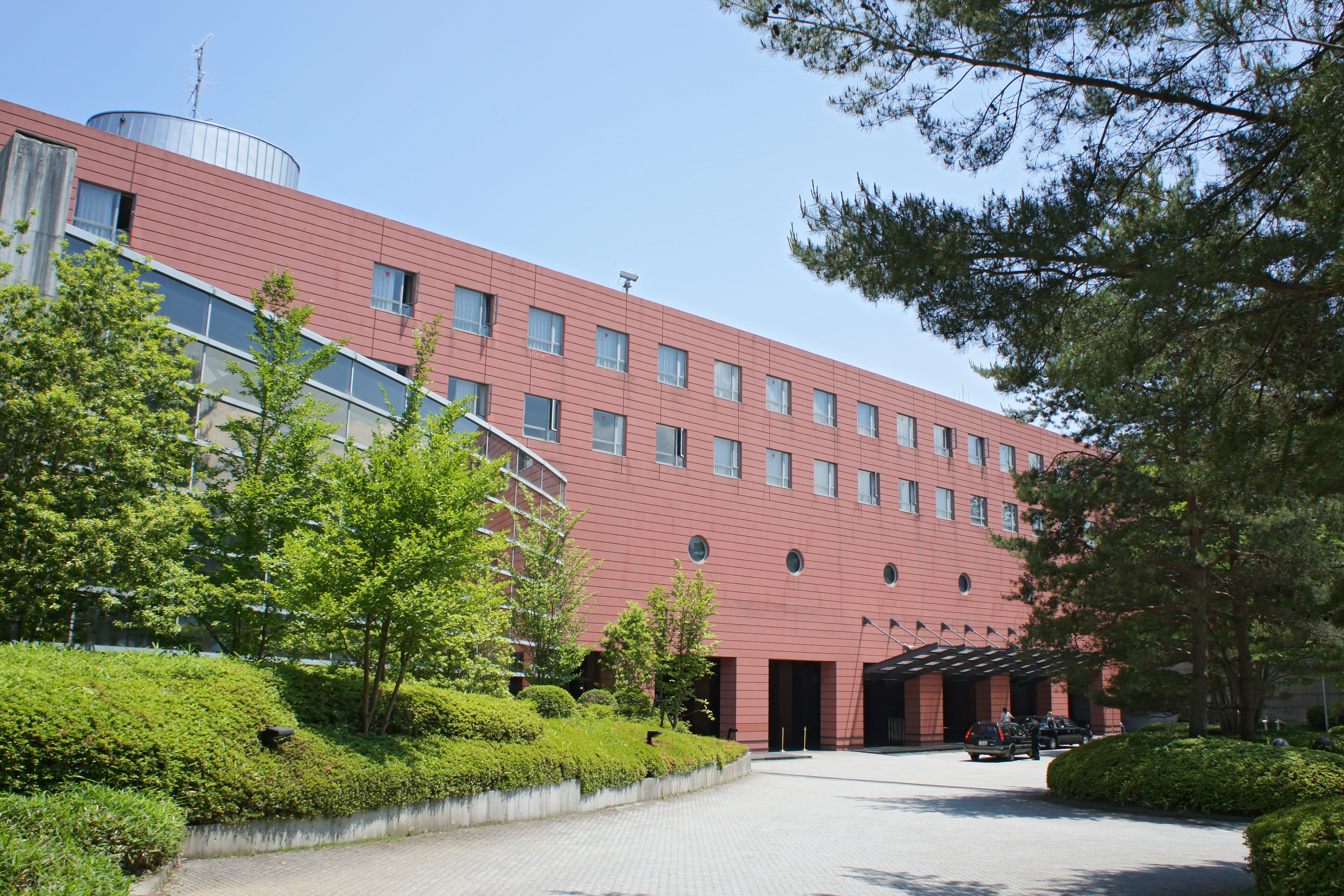
RISONARE 山梨八岳

| RISONARE 那須     | 栃木縣那須郡 |            |                                                                             |
| RISONARE 熱海     | 靜岡縣熱海市 |            | 原：熱海百萬石                                                              |
| RISONARE 山梨八岳 | 山梨縣北杜市 |            |                                                                             |
| RISONARE 大阪     | 大阪府大阪市 |            |                                                                             |
| RISONARE 下關     | 山口縣下關市 | 2025年12月 |                                                                             |
| RISONARE 小濱島   | 沖繩縣小濱島 |            |                                                                             |
| RISONARE 關島     | 美國關島     |            |                                                                             |

- RISONARE 山梨八岳

### 界（英文：KAI）：精品溫泉旅館

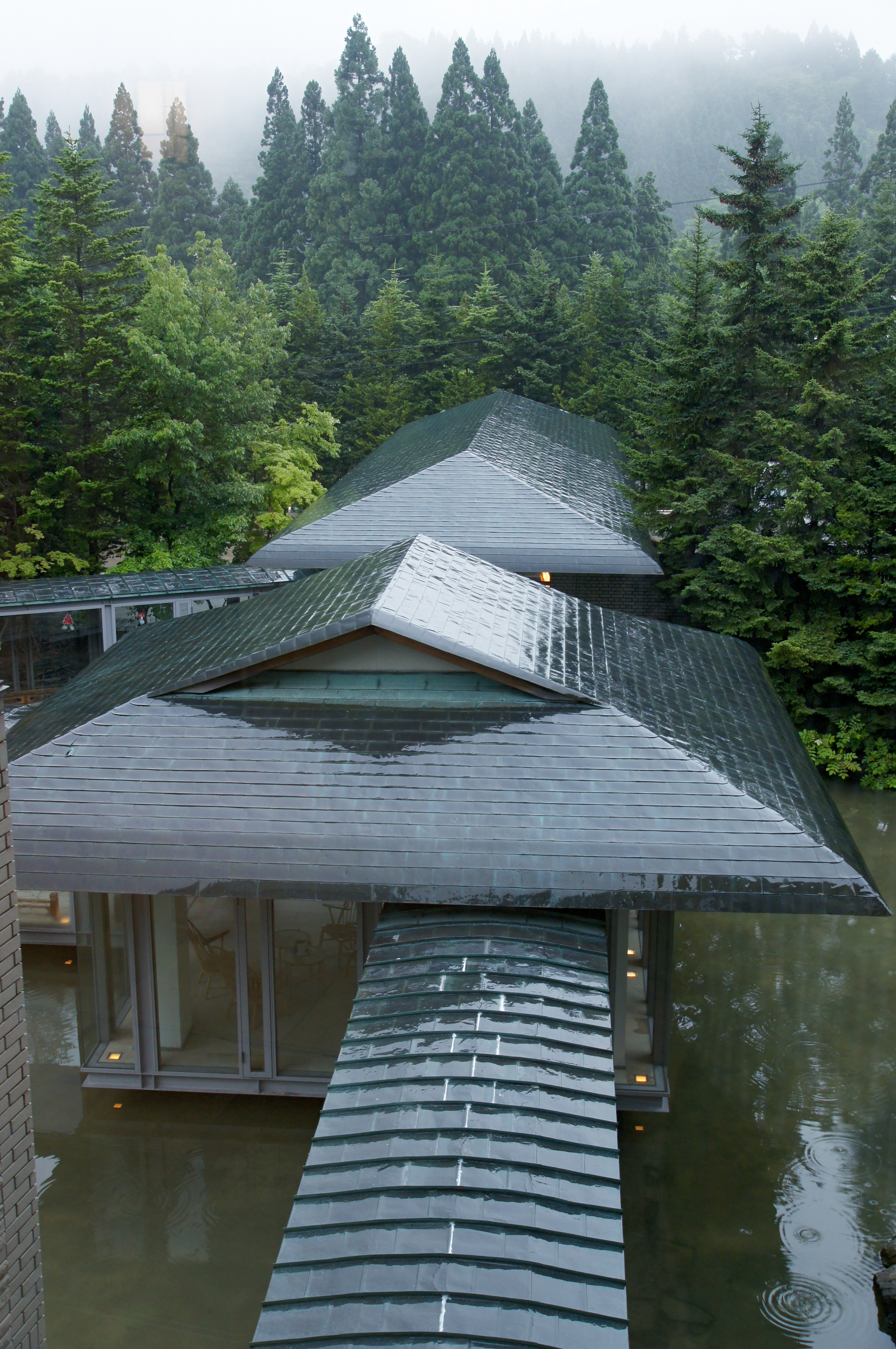
界 津輕
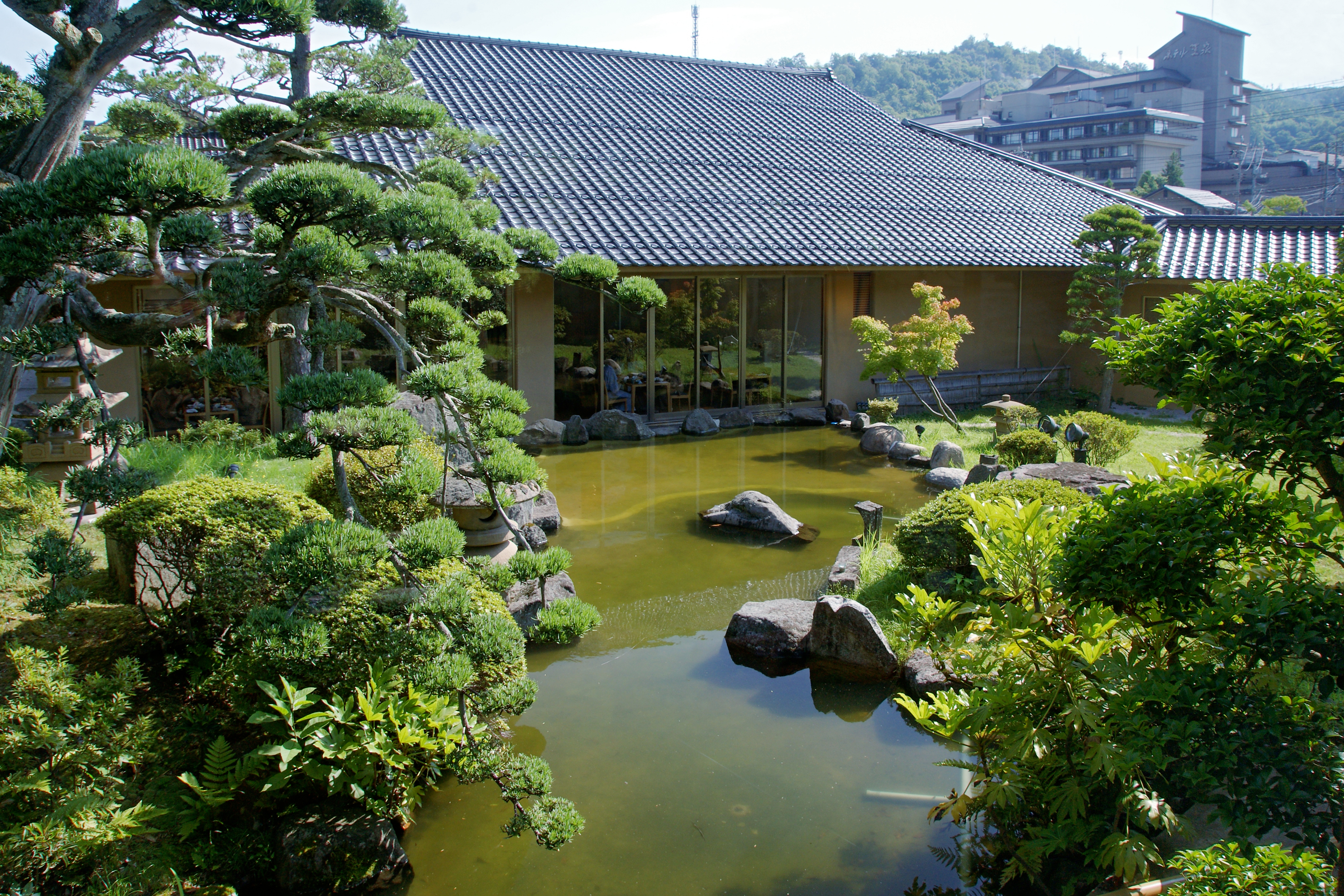
界 出雲

### 界（英文：KAI）：精品溫泉旅館[9]
| 名稱        | 地點             | 開業時間       | 備註                                |
| ----------- | ---------------- | -------------- | ----------------------------------- |
| 界 波羅多   | 北海道白老郡     |                | 白老溫泉                            |
| 界 津輕     | 青森縣南津輕郡   |                | 大鰐溫泉。 前身：泉津輕、南津輕錦水 |
| 界 秋保     | 宮城縣仙台市     |                | 秋保溫泉                            |
| 界 鬼怒川   | 栃木縣日光市     | 2015年11月10日 | 鬼怒川溫泉                          |
| 界 阿爾卑斯 | 長野縣大町市     |                | 大町溫泉。 前身：松延               |
| 界 松本     | 長野縣松本市     |                | 淺間溫泉。 前身：貴祥庵             |
| 界 奧飛驒   | 岐阜縣高山市     | 2024年9月      | 奧飛驒溫泉鄉                        |
| 界 加賀     | 石川縣加賀市     |                | 山代溫泉。 原：白銀屋               |
| 界 箱根     | 神奈川縣足柄下郡 | 2012年12月28日 | 箱根湯本溫泉 前身：櫻庵             |
| 界 仙石原   | 神奈川縣足柄下郡 |                | 仙石原溫泉                          |
| 界 Anjin    | 靜岡縣伊東市     | 2017年4月13日  | 伊東溫泉。                          |
| 界 伊東     | 靜岡縣伊東市     |                | 伊東溫泉。 前身：泉莊               |
| 界 遠州     | 靜岡縣濱松市     |                | 館山寺溫泉。 前身：花乃井           |
| 界 玉造     | 島根縣松江市     |                | 玉造溫泉 前身：華仙亭 有樂          |
| 界 出雲     | 島根縣出雲市     |                | 出雲日御碕溫泉                      |
| 界 長門     | 山口縣長門市     |                | 長門湯本溫泉                        |
| 界 別府     | 大分縣別府市     |                | 別府溫泉                            |
| 界 由布院   | 大分縣由布市     |                | 由布院溫泉                          |
| 界 阿蘇     | 大分縣玖珠郡     |                | 瀨之本溫泉                          |
| 界 雲仙     | 長崎縣雲仙市     |                | 雲仙溫泉                            |
| 界 霧島     | 鹿兒島縣霧島市   |                | 霧島溫泉                            |

- 界 津輕
- 界 出雲

### OMO：都市觀光飯店
| 名稱            | 地點           | 開業時間 | 備註 |
| --------------- | -------------- | -------- | ---- |
| OMO7 旭川       | 北海道旭川市   |          |      |
| OMO5 小樽       | 北海道小樽市   |          |      |
| OMO5 函館       | 北海道函館市   |          |      |
| OMO5 東京大塚   | 東京都豐島區   |          |      |
| OMO5 東京五反田 | 東京都品川區   |          |      |
| OMO3 東京赤坂   | 東京都港區     |          |      |
| OMO3 淺草       | 東京都台東區   |          |      |
| OMO5 金澤片町   | 石川縣金澤市   |          |      |
| OMO5 京都祇園   | 京都府京都市   |          |      |
| OMO5 京都三条   | 京都府京都市   |          |      |
| OMO3 京都東寺   | 京都府京都市   |          |      |
| OMO7 大阪       | 大阪府大阪市   |          |      |
| OMO 關西機場    | 大阪府泉佐野市 |          |      |
| OMO7 高知       | 高知縣高知市   |          |      |
| OMO5 熊本       | 熊本縣熊本市   |          |      |
| OMO5 沖繩那霸   | 沖繩縣那霸市   |          |      |

### BEB：自由為本的青年旅館
| 名稱            | 地點           | 開業時間 | 備註 |
| --------------- | -------------- | -------- | ---- |
| BEB5 土浦       | 茨城縣土浦市   |          |      |
| BEB5 輕井澤     | 長野縣輕井澤町 |          |      |
| BEB5 沖繩賴良垣 | 沖繩縣國頭郡   |          |      |

### LUCY：山岳旅宿
| 名稱          | 地點         | 開業時間     | 備註                               |
| ------------- | ------------ | ------------ | ---------------------------------- |
| LUCY 尾瀬鳩待 | 群馬縣利根郡 | 2025年9月1日 | 星野集團首間以山岳旅行為核心的設施 |

### 其他個性設施
- - Tomamu渡假村（日语：星野リゾート トマム）The Tower（原：ALPHARESORT TOMAMU） （北海道）
  - 青森屋（青森縣古牧溫泉）
  - 奧入瀨溪流飯店（青森縣奧入瀨溪流）
  - 磐梯山溫泉飯店（福島縣）
  - Hotel Bleston Court（長野縣輕井澤）
  - 羅特爾德比睿飯店（京都府）
  - Hotel Kia Ora Resort and Spa（大溪地朗伊罗阿）

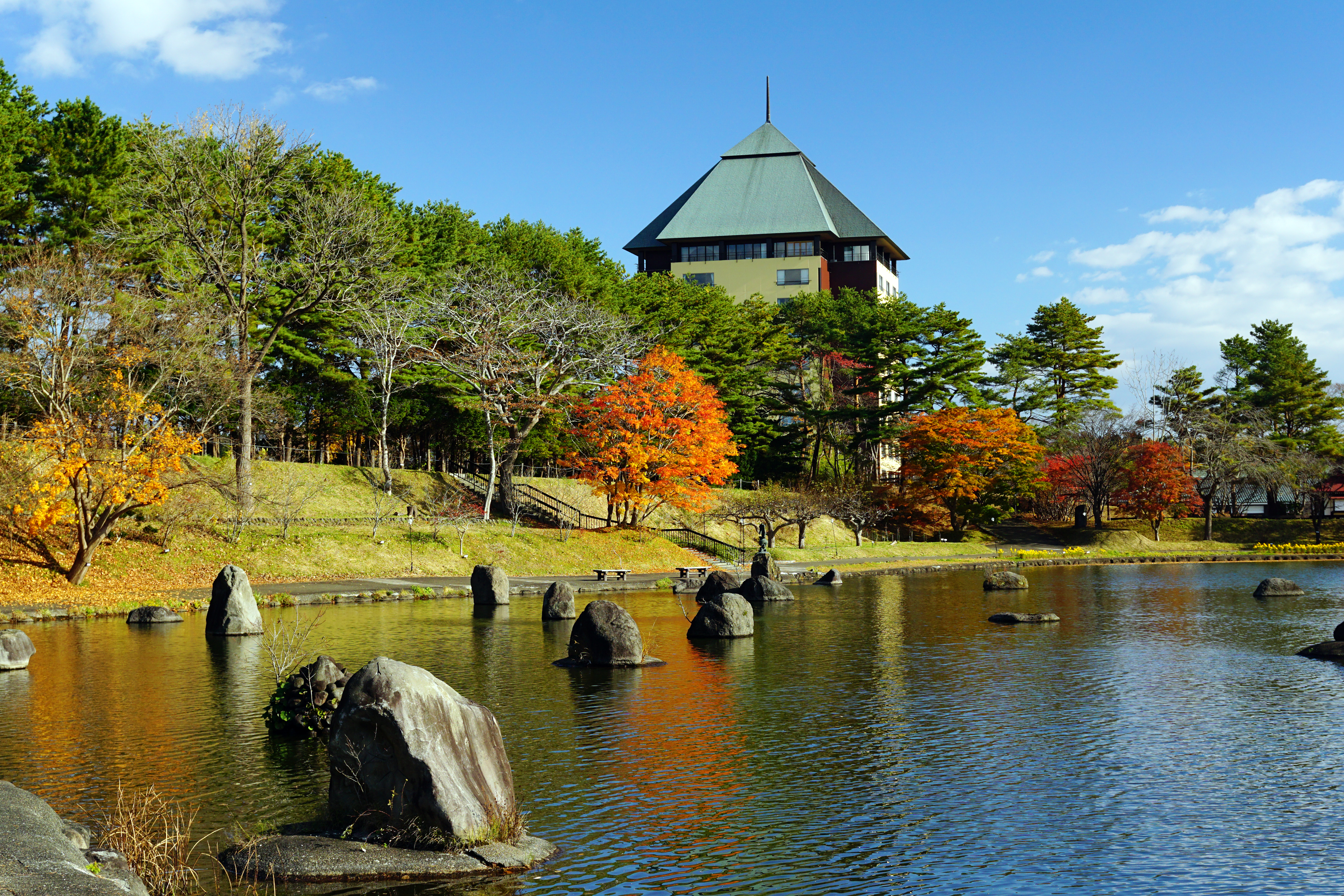
青森屋

- 當天來回設施
  - Tomamu滑雪場（北海道）（Tomamu渡假村一部分）
  - Alts滑雪場（日语：星野リゾート アルツ磐梯）（福島縣）
  - 貓魔滑雪場（日语：星野リゾート 猫魔スキー場）（福島縣）
  - Mellowood高爾夫倶樂部（福島縣）

### 過去營運的設施
- RISONARE西表島（沖繩縣）：2016年3月31日結束委託，現為Hotel Nirakanai西表島。
- RISONARE小濱島（沖繩縣）：2017年3月31日結束委託，現為HOTEL ALLAMANDA小濱島、Hotel Nirakanai小濱島。
- 界 熱海（靜岡縣）：2021年左右結束營運，推測原因與熱海市發生的山體滑坡災害有關。[10]
- 界 日光（栃木縣）：2024年3月1日開始改裝並長期休館。[11]
- 界 川治（栃木縣）：2024年9月30日結束營運，現為大江戶溫泉物語集團旗下「TAOYA」品牌酒店——｢TAOYA 川治」。[12]